# Jyväskylä konstmuseum

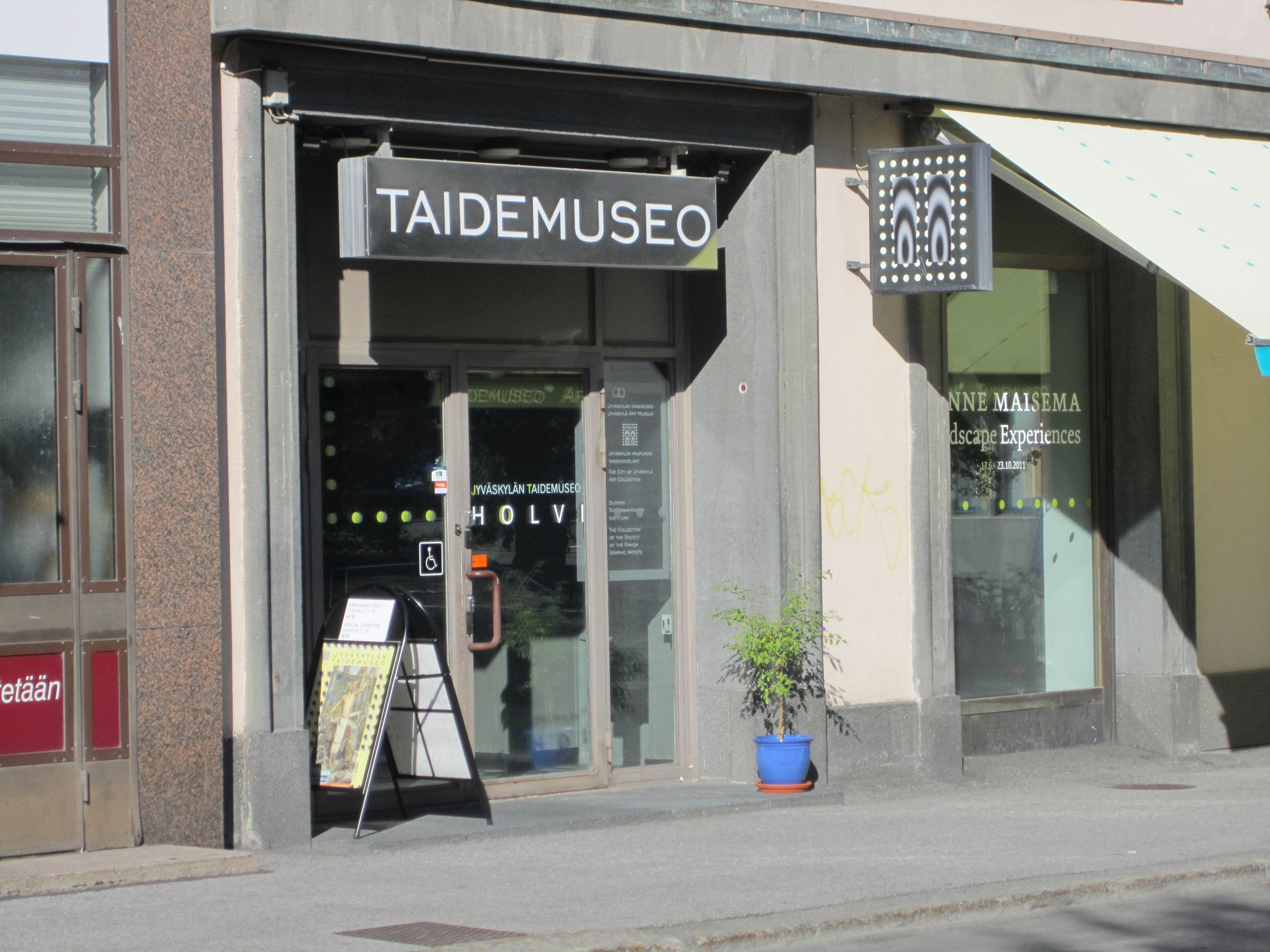
Jyväskylä konstmuseum

Jyväskylä konstmuseum (finska: Jyväskylän taidemuseo) är ett finländskt regionalt konstmuseum för Mellersta Finland. 
Museet är inriktat på samtida konst, framför allt konst från Finland. Konstmuseet var tidigare en del av Alvar Aalto-museet och blev en egen institution 1998.